# Litteraturblad för allmän medborgerlig bildning
Litteraturblad för allmän medborgerlig bildning var en finländsk månadsskrift som utgavs 1847–1863. 
Tidskriften utgavs först under Elias Lönnrots namn, men redigerades av Johan Vilhelm Snellman (utom 1850–1854, då Sven Gabriel Elmgren var redaktör), vars språkrör i litterära, politiska och ekonomiska frågor den var. På grund av Snellmans personlighet och briljanta artiklar hade bladet stort inflytande på den allmänna opinionen.